# ゲブハルト・ミュラー
ゲプハルト・ミュラー（Gebhard Müller、1900年4月17日 – 1990年8月7日）は、ドイツの法律家、政治家。キリスト教民主同盟（CDU）所属。バーデン＝ヴュルテンベルク州首相、連邦憲法裁判所長官を歴任した。

## 経歴
ヴュルテンベルク王国ビーベラハ郡フュラモース（現在のエーベルハルトツェル）に、教師の息子として生まれる。ベルリン大学及びテュービンゲン大学で歴史学、神学、哲学などを学んだが、政治学、法学に転じて博士号を取得した。テュービンゲン大学ではカトリック系学生団に加盟。1929年から1933年までロッテンブルク司教区の事務員として働いた。1933年、中央党に入党するが、すぐに全権委任法により中央党は解散させられた。1934年から行政裁判所や地方裁判所で判事を務めた。第二次世界大戦後、占領軍により上級検事に任命される。ついで法務省局長となる。
1947年、ヴュルテンベルク＝ホーエンツォレルン州のCDU代表に選出される。直後の州議会選挙で当選。1948年、前任者の死去を受けてヴュルテンベルク＝ホーエンツォレルン州大統領に就任。フランス軍軍政部への抵抗で有名になった。また1948年に28歳の死刑囚の恩赦を拒否して処刑が行われたが、この死刑判決は西ドイツ地域で下された最後の死刑判決である。同州は1952年にバーデン＝ヴュルテンベルク州に統合されたが、ミュラーはラインホルト・マイアーやクルト・ゲオルク・キージンガーらと共に統合を推進した。同年、同州初の選挙が行われミュラー率いるCDUは第一党となったが、マイアーはドイツ社会民主党などと連立して州首相となり、CDUを政権から排除した。
1953年のドイツ連邦議会選挙に出馬して当選。しかしマイアーの辞任を受け、連邦議会議員を辞任して同年から1958年までバーデン＝ヴュルテンベルク州首相を務めた。1958年から1971年まで連邦憲法裁判所判事となり、同憲法裁判所長官を務めた。
1990年8月7日にシュトゥットガルトで死去。

## 文献
- Gerhard Taddey (Hrsg.): Gebhard Müller - Ein Leben für das Recht und die Politik. Symposium anläßlich seines 100. Geburtstages. Kohlhammer, Stuttgart 2000. (Veröffentlichung der Kommission für geschichtliche Landeskunde in Baden-Württemberg. Reihe B. Forschungen, Bd. 148)
- Udo Rauch, Antje Zacharias (Hrsg.): Sieben Jahre Landeshauptstadt. 1945-1952 Tübingen und Württemberg-Hohenzollern. Tübingen 2002